# لوريال
لوريال (بالفرنسية:L'Oréal) هي شركة فرنسية للعناية الشخصية مقرها في كليشي، أو-دو-سين  ولها مكتب مسجل في باريس. إنها أكبر شركة مستحضرات تجميل في العالم. كرست لوريال أنشطتها في مجال مستحضرات التجميل: التركيز على لون الشعر، العناية بالبشرة، الحماية من أشعة الشمس، المكياج، العطور والعناية بالشعر. تنشط لوريال في مجالات الأمراض الجلدية والأدوية، وهي أيضاً صاحبة أعلى تكنولوجيا براءة اختراع النانو.

## التاريخ

### التأسيس
بين عامي 1909 و1956، كانت الخطوات الأولى نحو بناء النموذج، عندما طور يوجين بول لويس شويلر، وهو كيميائي فرنسي شاب من أصل ألماني، تركيبة صبغة شعر تسمى «أوريال (Oréale)». قام شويلر بصياغة وتصنيع منتجاته الخاصة، ثم قرر بيعها لمصففي الشعر الباريسيين. في 31 يوليو 1919، سجل شويلر شركته ، «شركة صبغة الشعر الآمنة في فرنسا (Société Française de Teintures Inoffensives pour Cheveux)». كانت المبادئ التوجيهية للشركة، التي أصبحت فيما بعد لوريال، هي البحث والابتكار في مجال التجميل. في عام 1920، وظفت الشركة ثلاثة كيميائيين. بحلول عام 1950، كان الفريق يتكون من 100 فردًا؛ بحلول عام 1984 كان 1000 وما يقرب من 88000 اليوم (في عام 2020).
قدم شويلر الدعم المالي وعقد اجتماعات لـلا كاغول في مقر لوريال. كانت لا كاغول مجموعة فاشية فرنسية عنيفة ذات ميول فاشية ومعادية للشيوعية. شكّّل زعيمها حزباً سياسياً للحركة الاجتماعية الثورية (MSR، الحركة الاجتماعية الثورية) التي دعمت في فرنسا المحتلة تعاون فيشي مع الألمان. استأجرت لوريال العديد من أعضاء المجموعة كمديرين تنفيذيين بعد الحرب العالمية الثانية، مثل جاك كوريز، الذي شغل منصب الرئيس التنفيذي لعملية الولايات المتحدة. بحث المؤرخ الإسرائيلي مايكل بار زوهار هذا التورط في كتابه، الرائحة المُرة.
بدأت لوريال بدايتها في مجال تلوين الشعر، لكن سرعان ما تفرعت الشركة إلى منتجات أخرى للتنظيف والتجميل. تقوم لوريال حاليًا بتسويق أكثر من 500 علامة تجارية وآلاف المنتجات الفردية في جميع قطاعات أعمال التجميل: صبغة الشعر، والمواد الدائمة، وتصفيف الشعر، والعناية بالجسم والبشرة، والمنظفات، والمكياج، والعطور. يمكن العثور على منتجات الشركة في مجموعة متنوعة من قنوات التوزيع، من صالونات تصفيف الشعر والعطور إلى السوبر ماركت ومنافذ الصحة / التجميل والصيدليات والبريد المباشر.

### مراكز البحث والتطوير
تمتلك لوريال ستة مراكز بحث وتطوير عالمية: اثنان في فرنسا: أولنيه-سو-بوا وشيفيلي؛ واحد في الولايات المتحدة: كلارك، نيو جيرسي؛ واحد في اليابان: كاواساكي، محافظة كاناغاوا؛ في عام 2005 تم تأسيس واحدة في شنغهاي، الصين، وواحدة في الهند. ستكون المنشأة المستقبلية في الولايات المتحدة في بيركلي هايتس، نيو جيرسي.

### وسائل الإعلام
من عام 1988 إلى عام 1989، سيطرت لوريال على شركة الأفلام «بارافيجن»، التي تضمنت ممتلكاتها مكتبتي «فيلماشن» و«دي لورينتيس». استحوذ «استوديو كانال» على عقارات «بارافيجن» في عام 1994.

## الاحتيازات
اشترت لوريال سينتيولابو في عام 1973 لمتابعة طموحاتها في مجال الأدوية. اندمجت سينتيولابو مع سانوفي في عام 1999 لتصبح سانوفي-سينتيولابو. اندمجت سانوفي-سينتيولابو مع أفينتيس في عام 2004 لتصبح سانوفي-أفينتيس.

### احتيازات أخرى
في يناير 2014، أنهت لوريال الاستحواذ على ماركة التجميل الصينية الكبرى ماجيك هولدنجز مقابل 840 مليون دولار.
في فبراير 2014، وافقت شركة لوريال على إعادة شراء 8٪ من أسهمها من شركة نستله مقابل 3.4 مليار يورو. نتيجة لذلك، تم تخفيض حصة نستله في لوريال من 29.4٪ إلى 23.29٪ ، في حين زادت حصة عائلة بيتينكور مايرز من 30.6٪ إلى 33.2٪. تمتلك نستله حصة في لوريال منذ عام 1974 عندما اشترت الشركة بناء على طلب ليليان بيتينكور، ابنة مؤسس شركة لوريال، التي كانت تحاول منع تدخل الدولة الفرنسية.
في فبراير 2014، وافقت شركة شيسيدو على بيع علامتيها Carita و Decléor إلى لوريال مقابل 227.5 مليون يورو (312.93 مليون دولار أمريكي (2014)).
في يونيو 2014، وافقت شركة لوريال على الاستحواذ على «ان واي اكس كوسميتيكس» بسعر لم يكشف عنه، مما عزز عروض الماكياج في أمريكا الشمالية حيث تعثرت وحدة المنتجات الاستهلاكية.
في سبتمبر 2014، أعلنت لوريال أنها وافقت على شراء شركة العناية بالشعر البرازيلية «نايلي كوسميتيكس» مقابل مبلغ لم يكشف عنه.
في أكتوبر 2014، استحوذت لوريال على العلامة التجارية متعددة الثقافات Carol's Daughter.
في يوليو 2016، وافقت شركة لوريال على الاستحواذ على أي تي كوسميتيكس مقابل 1.2 مليار دولار.
في مارس 2018، استحوذت شركة لوريال على شركة الواقع المعزز للتجميل مودي فيس ModiFace.
في مايو 2018، أعلنت لوريال عن شراكة جديدة للجمال والعطور مع فالنتينو.

## التسويق
في عام 1987، خلال سنوات نمو أعمال الطلبات عبر البريد، أسست لوريال وشركة «تروا سويس» «نادي صانعي الجمالLe Club des Créateurs de Beauté» لبيع منتجات التجميل عبر البريد، مع علامات تجارية تشمل أغنيس ب. وكومونس وبرفيسور كريستين بولمان من بين آخرين. في مارس 2008، استحوذت شركة لوريال على حصة «تروا سويس»، مع السيطرة الكاملة على الشركة. في نوفمبر 2013، أعلنت لوريال أن «نادي صانعي الجمال» سيتوقف عن نشاطه في النصف الأول من عام 2014.
منذ عام 1997، كانت لوريال الشريك الرسمي لمهرجان كان السينمائي. في سنوات رعاية لوريال، سار العديد من سفراء لوريال على السجادة الحمراء لمهرجان كان السينمائي. في عام 2017، كان سفراء جمال لوريال بما في ذلك جوليان مور وسوزان ساراندون وآندي ماكدويل وإيفا لانغوريا مسؤولين عن اختيار الفيلم للسينما في الهواء الطلق خلال مهرجان كان السينمائي.
شعار لوريال الإعلاني، «لأنني أستحق ذلك»، تم إنشاؤه من قبل مخرج فني إنجليزي يبلغ من العمر 23 عامًا وتم تقديمه في عام 1973 من قبل عارضة الأزياء والممثلة جوان دوسو. في منتصف العقد الأول من القرن الحادي والعشرين، تم استبدال هذا بعبارة «لأنك تستحق ذلك». في أواخر عام 2009، تم تغيير الشعار مرة أخرى إلى «لأننا نستحق ذلك» بعد تحليل الدافع وأبحاث علم نفس المستهلك للدكتور مكسيم تيتورينكو. تم التحول إلى «نحن» لخلق مشاركة أقوى للمستهلكين في فلسفة لوريال وأسلوب الحياة وتوفير المزيد من رضا المستهلك عن منتجات لوريال. تمتلك لوريال أيضًا خط إنتاج للشعر والجسم للأطفال يسمى لوريال كيدز، شعاره «لأننا نستحق ذلك أيضًا».
في نوفمبر 2012، افتتحت شركة لوريال أكبر مصنع في منطقة جابابيكا الصناعية، سيكارانج، إندونيسيا، باستثمارات إجمالية قدرها 100 مليون دولار أمريكي. وسيستوعب السوق المحلي الإنتاج بنسبة 25 في المائة وسيصدر الباقي. في عام 2010، حدث نمو كبير في إندونيسيا مع زيادة مبيعات الوحدات بنسبة 61 بالمائة أو 28 بالمائة من صافي المبيعات.
في تشرين الثاني (نوفمبر) 2020، أفادت كبيرة الإداريين الرقميين لوبوميرا روشيت في مؤتمر عبر الفيديو عن الأهمية المتزايدة للتجارة الإلكترونية للشركة، مشيرة إلى أن التجارة الإلكترونية تحقق 24٪ من حجم مبيعاتها في الربع الثالث من العام. وذكرت روشيت كذلك أن 24٪ من حجم التداول «مكّن من تعويض 50٪ من الخسائر الناجمة عن إغلاق المتاجر الفعلية هذا العام».

## المتحدثون الرسميون
في عام 2015، أصبحت سو جو بارك أول عارضة أزياء عالمية أمريكية آسيوية لشركة لوريال.
في عام 2015، أصبحت كريستينا بازان أول متحدث إلكتروني دولي باسم لوريال.
ملكة جمال العالم 1994 وممثلة بوليوود ايشواريا راي هي عارضة أزياء عالمية للعلامة التجارية منذ عام 2003. الممثلة الحائزة على جوائز فيولا ديفيس هي عارضة أزياء عالمية للعلامة التجارية اعتبارًا من سبتمبر.

## شؤون الشركات

### المكتب الرئيسي
يقع مكتب مجموعة لوريال الرئيسي في مركز يوجين شويلر في كليشي، أوت-دو-سين، بالقرب من باريس. تم تشييد المبنى في السبعينيات من الطوب والصلب، وحل محل مصنع مونسافون السابق، وانتقل الموظفون إلى المنشأة في عام 1978. يعمل في المبنى 1400 موظف. في عام 2005، قال نيلس كلاويتر من دير شبيغل: «المبنى، بواجهته ذات النوافذ الزجاجية البنية، قبيح تمامًا مثل الحي». وأضاف كلاويتر أن المنشأة «تعطي انطباعا بوجود منطقة أمنية مشددة» بسبب كاميرات المراقبة والمعدات الأمنية. يقع أكبر صالون لتصفيف الشعر في العالم داخل مبنى المكتب الرئيسي. حتى عام 2005، كان 90 مصفف شعر يخدم 300 امرأة يوميًا، بما في ذلك المتقاعدين والطلاب والعاطلين عن العمل؛ تم استخدام العملاء كمادة اختبار لألوان الشعر الجديدة.
تشمل الوحدات الدولية:
- تم تغيير لوريال الولايات المتحدة من كوزمير في عام 2000 [37]- ويقع مقرها الرئيسي في مدينة نيويورك، وهي مسؤولة عن العمليات في الأمريكتين.[38]
- شركة لوريال كندا إنكوربوريتد - عمليات كندية مقرها في مونتريال.
- لوريال أستراليا - المكتب الرئيسي في ملبورن.
- لوريال نورديك - المكتب الرئيسي في كوبنهاغن، الدنمارك.
- لوريال ألمانيا (شركة مسؤولية محدودة) - المقر القانوني في كارلسروه، المكتب الرئيسي في دوسلدورف.[39]

### إدارة الشركة
جيان بول أغون هو رئيس مجلس الإدارة والرئيس التنفيذي لشركة لوريال. جان بيير مايرز وبيتر برابيك ليتماث هما نائبان لرئيس مجلس الإدارة. في أكتوبر 2020، تم اختيار نيكولاس هيرونيموس لمنصب الرئيس التنفيذي التالي. سيبدأ نقل الوظيفة في مايو ويجب أن يستمر لفترة أطول. سيبقى أغون كرئيس لمجلس الإدارة.

### أصحاب الأسهم
كما في نهاية عام 2013:
- توزيع ملكية الأسهم: 33.31٪ من قبل عائلة بيتينكورت، 23.29٪ من قبل نستله، 21.8٪ من قبل المستثمرين المؤسسيين الدوليين، 9.3٪ من قبل المستثمرين المؤسسيين الفرنسيين، 5,7٪ من قبل المساهمين الأفراد، 1.9٪ من أسهم الخزانة و 0.7٪ للموظفين.

### بيانات المؤسسة

البلدان التي تتوفر بها منتجات لوريال

في عام 2003، أعلنت لوريال عن عامها التاسع عشر على التوالي من النمو المزدوج لأرقام المبيعات. وبلغت مبيعاتها الموحدة 14.029 مليار يورو وصافي الربح 1.653 مليار يورو. 96.7٪ من المبيعات تأتي من أنشطة التجميل و 2.5٪ من الأنشطة الجلدية. تعمل لوريال في أكثر من 130 دولة، وتوظف 50,500 شخص، 24٪ منهم يعملون في فرنسا. يتم استثمار 3.3٪ من المبيعات الموحدة في البحث والتطوير، وهو ما يمثل 2900 من موظفيها. في عام 2003، تقدمت بطلب للحصول على 515 براءة اختراع. تدير 42 مصنعًا في جميع أنحاء العالم، يعمل بها 14000 شخص.
- مبيعات مستحضرات التجميل حسب التقسيم: 54.8٪ من المنتجات الاستهلاكية بقيمة 7.506 مليار يورو، و 25.1٪ من المنتجات الفاخرة بقيمة 3.441 مليار يورو، و 13.9٪ من المنتجات الاحترافية بقيمة 1.9 مليار يورو، و 5.5٪ من مستحضرات التجميل النشطة بسعر 0.749 مليار يورو.
- مبيعات مستحضرات التجميل حسب تقسيم المنطقة الجغرافية: 52.7٪ من أوروبا الغربية بسعر 7.221 مليار يورو، 27.6٪ من أمريكا الشمالية بسعر 3.784 مليار يورو، 19.7٪ من بقية العالم بسعر 2.699 مليار يورو.

في عام 2007، احتلت لوريال المرتبة 353 في قائمة فورتشن غلوبال 500. وحققت الشركة 2.585 مليون دولار من مبيعات بلغت 19811 مليون دولار. كان هناك 60850 موظفًا.
بحلول 19 مارس 2016، بلغت قيمة أسهم الشركة 89,542 مليون يورو، موزعة على 562,983,348 سهم. بلغت أرباحها التشغيلية المعلنة في عام 2016 4.54 مليار يورو على أساس إيرادات قدرها 25.8 مليار يورو.
| السنة      | 2013   | 2014   | 2015   | 2016   | 2017   |
| ---------- | ------ | ------ | ------ | ------ | ------ |
| إيرادات    | 22.977 | 22.532 | 25.257 | 25.837 | 26.024 |
| صافي الدخل | 2.958  | 4.910  | 3.297  | 3.106  | 3.586, |
| ممتلكات    | 31.298 | 32.063 | 33.711 | 35.630 | 35.339 |
| الموظفين   | 77,452 | 78,611 | 82,881 | 89,331 | 82,606 |

### المشاريع المشتركة ومصالح الأقليات
تمتلك لوريال 10.41٪ من أسهم سانوفي-أفنيتس، الشركة رقم ثلاثة في العالم والأولى في أوروبا. إن مختبرات إينوف (لابوراتواري إينوف) هو مشروع مشترك في مستحضرات التجميل الغذائية بين لوريال ونستله. فهم يعتمدون على معرفة نستله في مجالات التغذية وسلامة الغذاء.

### خطة الاستمرارية على مستوى المجموعة
أعلنت لوريال عن خطة استمرارية جديدة في عام 2013، والتي يأملون أن تساعد في الوصول إلى هدف مليار مستهلك جديد بحلول عام 2020 من خلال إنتاج المزيد من المنتجات ذات التأثير البيئي الأقل ومساعدة العملاء على اتخاذ خيارات نمط حياة دائمة. تشمل الالتزامات الرئيسية التي يجب تحقيقها بحلول عام 2020 ما يلي: السعي إلى تحقيق فائدة بيئية أو اجتماعية بنسبة 100 في المائة من منتجاتها؛ تقليل البصمة البيئية للشركة بنسبة 60 في المائة؛ وتمكين المستهلكين من اتخاذ خيارات الاستهلاك المستدام.

### تنمية مستدامة
في عام 2009، أعلنت شركة لوريال عزمها على خفض انبعاثات غازات الاحتباس الحراري واستهلاك المياه والنفايات بنسبة 50٪ خلال الفترة 2005-2015 - وهو خفض في انبعاثات ثاني أكسيد الكربون يتم تحقيقه جزئيًا عن طريق استخدام الألواح الشمسية، الغاز الحيوي والكهرباء والماء الساخن الناتج عن احتراق غاز الميثان المستعاد من النفايات الزراعية. في عام 2012، أعلنت الشركة انخفاضًا بنسبة 37.1٪ في انبعاثات ثاني أكسيد الكربون، وخفضًا بنسبة 24٪ في استهلاك المياه وخفضًا بنسبة 22٪ في النفايات القابلة للنقل، وحصلت على لقب رائد في هذا القطاع من قبل شركة كليمات كونتس (Climate Counts) لممارساتها وإنجازاتها في إدارة انبعاثات الكربون. في عام 2014، التزمت لوريال بضمان عدم ربط أي من منتجاتها بإزالة الغابات، ومصادر المواد الخام المتجددة بنسبة 100٪ بحلول عام 2020. وقد تم إدراج المجموعة في قائمة كوربرات نايتس «غلوبال100» لأكثر 100 شركة دائمة.

### موقف الشركة من التجارب على الحيوانات
منذ الثمانينيات، استثمرت شركة لوريال 900 مليون يورو في البحث عن بدائل للاختبار على الحيوانات من أجل سلامة المنتجات، باستخدام طرق مثل نماذج الجلد المعاد بناؤها، مثل نموذج إيبيسكن (Episkin) في مراكز أبحاثهم في جيرلاند، فرنسا، وبودونغ، الصين.
ومع ذلك، فإن هذا الأمر معقد بسبب أسواق مثل الصين ، حيث يلزم إجراء اختبار على الحيوانات لجميع مستحضرات التجميل للاستخدام البشري [بحاجة لمصدر]. مستحضرات التجميل من العلامات التجارية مثل ذا بودي شوب، التي ترفض إجراء التجارب على الحيوانات، لا تباع في الصين.
في عام 2013، كانت لوريال جزءًا من اتحاد يدعو الاتحاد الأوروبي إلى زيادة الاستثمار في البحث حول بدائل للتجارب على الحيوانات.

### مشاركة المجتمع والجوائز
في عام 2014، تم إدراج لوريال في المرتبة 61 من بين 1200 علامة تجارية موثوق بها في الهند وفقًا لتقرير براند تراست (Brand Trust) لعام 2014، وهي دراسة أجرتها Trust Research Advisory، وهي شركة لتحليل العلامات التجارية.
في عام 2008، تم اختيار لوريال كأفضل شركة توظيف في أوروبا من قبل مقياس الطالب الأوروبي ، وهو استطلاع أجرته Trendence والذي يغطي 20 دولة أوروبية ويتضمن ردود أكثر من 91000 طالب.
تم إنشاء جوائز لوريال - اليونسكو للمرأة في العلوم لتحسين وضع المرأة في العلوم من خلال تكريم الباحثات البارزات اللواتي ساهمن في التقدم العلمي.
تأتي الجوائز نتيجة شراكة بين شركة مستحضرات التجميل الفرنسية لوريال ومنظمة الأمم المتحدة للتربية والعلم والثقافة (اليونسكو) وتحمل منحة قدرها 100000 دولار أمريكي لكل فائز.
تمنح نفس الشراكة الزمالات الدولية لليونسكو-لوريال، حيث تقدم ما يصل إلى 40 ألف دولار أمريكي في التمويل على مدى عامين لخمس عشرة عالمة شابة يشاركن في مشاريع بحثية مثالية وواعدة.
تنظم لوريال لعبة L'Oréal Brandstorm السنوية، وهي لعبة أعمال للطلاب في 46 دولة. اللعبة مرتبطة بالتسويق ولديها جائزة أولى قدرها 10000 دولار، والجائزة الثانية 5000 دولار، والجائزة الثالثة 2500 دولار.
لوريال هي أيضًا عضو مؤسس في مشروع (اِظهر جميلا .. تشعر بتحسن" "Look Good ... Feel Better"، وهو مؤسسة خيرية تم تشكيلها منذ أكثر من 16 عامًا لمساعدة النساء على مكافحة الآثار الجانبية المرئية لعلاج السرطان.
في عام 2015، أعطت معيار الأخلاق أيي (Standard Ethics Aei) تصنيفًا لشركة لوريال من أجل إدراجها في مؤشر معيار الأخلاق الفرنسي.

## البحث والابتكار

### إبيسكين
إبيسكين هو نموذج جلدي أعيد بناؤه طوره مهندسون في لوريال-فرنسا لتوفير بديل للاختبار على الحيوانات. يتم تطوير خلايا الجلد البشرية المتبقية من جراحة الثدي في ظروف المختبر لتشكيل صفائح من الجلد المعاد بناؤه. هذا له مزايا على التجارب مقارنة بالتجارب على الحيوانات بخلاف تجنيب الحيوانات: يمكن تكييفه لإنشاء إعادة بناء لمجموعة من ألوان الجلد، وكذلك الجلد الأصغر والأكبر سنًا، مما يعني أن اختبارات السلامة تعطي نتائج أكثر صلة بالإنسان.
في عام 2006، استحوذ قسم إيبسكين على شركة سكين إيثيك SkinEthic، وهي شركة رائدة في هندسة الأنسجة.
تهدف لوريال إلى إنتاج منتجات تلبي احتياجات عملائها المتنوعين على وجه التحديد، في الأسواق الناشئة التي تمثل حاليًا 53 ٪ من سوق الجمال العالمي بأكمله. من خلال طرق البحث هذه، تهدف لوريال إلى الوصول إلى مليار مستهلك جديد في هذه الأسواق في السنوات القادمة.
في عام 2003، تم افتتاح معهد لوريال لأبحاث الشعر والبشرة العرقية في شيكاغو لمواصلة أبحاثهم حول شعر وجلد الأفارقة الأمريكان بين الأعراق الأخرى. افتتحت مجموعة لوريال مركز التقييم التنبئي في ليون، فرنسا في عام 2011. هذا المركز مخصص لتقييم جودة المنتجات دون اختبارها على الحيوانات. بالإضافة إلى ذلك، أنشأت لوريال قسم «رؤى المستهلك» الدولي بالإضافة إلى مراكز إقليمية للبحث والابتكار في ستة بلدان: اليابان والصين والهند والولايات المتحدة والبرازيل وفرنسا. تهدف هذه المراكز إلى جمع المعلومات عن المستهلكين المتنوعين من أجل تطوير المنتجات وفقًا لاحتياجاتهم المختلفة. في عام 2011، أعلنت شركة لوريال عن عزمها بناء مركز للأبحاث والابتكار في جزيرة بوم جيسوس، ريو دي جانيرو، البرازيل. يقدر بنحو 30 مليون يورو (70,000,000 ريال)، ومن المتوقع أن يخلق هذا المشروع حوالي 150 فرصة عمل بحلول عام 2015.
تم افتتاح مركز لوريال العالمي لأبحاث الشعر، وهو منشأة في باريس سان أوين في مارس 2012. وهو بمثابة المقر الرئيسي للأقسام الدولية لصبغ الشعر والعناية بالشعر وتصفيف الشعر. يعد المركز الذي تبلغ مساحته 25000 متر مربع أحد أكبر الاستثمارات في تاريخ الشركة R&I، ويستضيف 500 موظف. ومن بين هؤلاء الكيميائيين والكيميائيين-الفيزيائيين وأخصائيي البصريات وعلماء المواد وعلماء المقاييس وعلماء الريولوجيا وعلماء الكمبيوتر والإحصائيين. يقدم المرفق الأتمتة (الآلية الذاتية) والنمذجة والتقييم الحسي.

### الطباعة ثلاثية الأبعاد على جلد الإنسان
أعلنت شركة لوريال في مايو 2015 أنها دخلت في شراكة مع شركة أورجانوفو Organovo الناشئة للطباعة الحيوية لمعرفة كيفية الطباعة ثلاثية الأبعاد للجلد الحي والمتنفس الذي يمكن استخدامه لاختبار المنتجات من حيث السُمّية والفعالية. قال جويف بالوش، نائب الرئيس العالمي لحاضنة لوريال التكنولوجية: «نحن أول شركة تجميل تعمل معها أورجانوفو».

### موديفايس
في 16 مارس 2018، أعلنت لوريال أنها استحوذت على شركة موديفايسModiface، وهي شركة تكنولوجيا تجميل تستخدم الواقع المعزز للسماح للمستخدمين بتجربة منتجات الماكياج وتسريحات الشعر المختلفة رقميًا. في وقت لاحق من عام 2020، قدمت شركة لوريال باريس خطها الأول من الماكياج الافتراضي لمنصات التواصل الاجتماعي يسمى «سيجنيتشر فيسيزSignature Faces»، وهو مرشح واقعي معزز لـ إنستغرام وسناب شات وسناب كاميرا وجوجل دو. تم تسويقه جزئيًا كطريقة لإشراك المستهلكين الذين يقضون المزيد من الوقت عبر الإنترنت بسبب الوباء (كوفيد-19)، وكذلك وسيلة للمستهلكين لتجربة المكياج في المنزل للتسوق عبر الإنترنت.

### بيرسو
يقوم هذا الجهاز الذكي بإنشاء صيغ مخصصة لأحمر الشفاه وكريم الأساس والعناية بالبشرة. يمكن للعملاء استخدامه من خلال تطبيق بيرسوPerso، الذي يستخدم تقنية الذكاء الاصطناعي، ومن المتوقع إطلاقه في عام 2021.

## الجدل

### تمييز عُنصري
في 11 أغسطس 2005، قضت المحكمة العليا في كاليفورنيا بأن مدير المبيعات السابق لشركة لوريال، إيليس يانوفيتز قد دافع بشكل كاف عن سبب الدعوى للإنهاء الانتقامي بموجب قانون كاليفورنيا للتوظيف العادل والإسكان، وأعاد القضية للمحاكمة. نشأت القضية من حادثة عام 1997 حيث زُعم أن جاك ويسوال، المدير العام لمصممي العطور، طلب من يانوفيتز فصل مندوب مبيعات ذو بشرة داكنة على الرغم من الأداء الجيد للشريك. عندما رفض يانوفيتز، أشار ويسوال إلى امرأة «مثيرة» ذات شعر أشقر وقال، «اللعنة عليك، احصل على واحدة تبدو هكذا». تقاعد ويسوال من منصب رئيس قسم المنتجات الفاخرة في لوريال الولايات المتحدة، في نهاية عام 2006.
واجهت الشركة مؤخرًا دعاوى قضائية تتعلق بالتمييز في فرنسا تتعلق بتعيين عارضات أزياء والعنصرية المؤسساتية. في يوليو / تموز 2007، تم تغريم قسم غارنييه ووكالة توظيف خارجية بمبلغ 30.000 يورو لممارسات التوظيف التي استبعدت عمدًا النساء غير البيض من الترويج لغسل شعرها، «فروكتيس ستايلFructis Style». ورد أن لوريال قالت إن القرار «غير مفهوم»، وسوف تطعن في الحكم في المحكمة.
تواصل لوريال بيع منتجات تبييض البشرة، والتي تم انتقادها على أنها «تستفيد من انعدام الثقة لدى النساء بسبب اللون». يعلنون عن هذه المنتجات المثيرة للجدل، والتي تم انتقادها بسبب الترويج لموقف استعماري بالإضافة إلى مخاوف تتعلق بالسلامة، على موقع الويب الخاص بهم من خلال المطالبة؛ «احصل على بشرة صافية وشفافة ومشرقة. تعمل منتجات تبييض البشرة لدينا على إزالة البقع الداكنة وتفتيح البشرة لتمنحك البشرة النقية الخالية من العيوب كما تريديها.»

### مونرو بيرجدورف
في أغسطس 2017، رفضت لوريال مونرو بيرجدورف، وهي عارضة أزياء مختلطة الأعراق، بعد أن ردت على احتجاجات شارلوتسفيل، فيرجينيا، بالقول في منشور على فيسبوك: «بصراحة، ليس لدي الطاقة للحديث عن العنف العنصري للبيض بعد الآن. نعم كل الأشخاص البيض»؛ كما نُقل عن المنشور قولها إن«وجود الأشخاص البيض وامتيازهم ونجاحهم كعرق مبني على ظهور ودماء وموت الأشخاص ذوي البشرة السمراء»، «لم يتم تعلم العنصرية، إنها موروثة وتنتقل عبر الأجيال بامتياز» ويجب على«الأشخاص البيض»«البدء في الاعتراف بأن عرقهم هو أعنف قوى الطبيعة وأكثرها قمعية على وجه الأرض». بعد وقت قصير من إنهاء بيرجدورف، أصدرت لوريال بيانًا زعمت فيه التزامها بـ ""دعم«التنوع والتسامح تجاه جميع الأشخاص بغض النظر عن عرقهم وخلفيتهم وجنسهم ودينهم» وأنهت شراكتهم مع بيرجدورف لأن تعليقاتها كانت «على خلاف هذه القيم».

### التورط في النزاعات
كان يوجين شويلر، مؤسس الشركة، من المتعاطفين المزعومين مع النازية. تعترف لوريال بأن شويلر كان فاشيًا معاديًا للسامية. كان أيضًا عضوًا في لا كاغول، التي دعمت نظام فيشي، وكانت منظمة عنيفة ومؤيدة للفاشية ومعادية للشيوعية. قام يوجين بتمويل لا كاغول وعقد بعض اجتماعاتهم في مقر لوريال. بعض الأنشطة الإجرامية التي ارتكبتها لا كاجول تشمل نقل الأسلحة النارية، واغتيال وزير سابق، وتفجير ستة معابد يهودية.
نشأ جدل آخر عندما تم طرد جان فريدمان، أحد المساهمين وعضو مجلس إدارة بارافيجن، وهي شركة أفلام تابعة لشركة لوريال. يدعي أنه تم التخلي عنه لأن شركة لوريال أرادت تجنب المقاطعة العربية للأعمال المرتبطة باليهود. بدوره، قرر فريدمان فضح ماضي المديرين التنفيذيين لشركة لوريال. كتب أندريه بيتنكور، الذي تزوج ابنة شويلر، ليليان بيتنكورت، وأصبح نائب رئيس مجلس إدارة لوريال، 60 مقالاً في «لا تير فرانسيز La Terre Française». كانت La Terre Française صحيفة دعاية نازية معادية للسامية. اعترف أندريه بملكية الدعاية لكنه ادعى أنه تعرض للتسمم من قبل نظام فيشي وقال: «لقد أعربت مرارًا وتكرارًا عن أسفي عليهم علنًا وسأطلب دائمًا من الجالية اليهودية أن تسامحني عليهم». كما قام أندريه بيتنكور بإيواء شويلر والعديد من المتعاونين معه من المقاومة الفرنسية بعد التحرير. تم الكشف أيضًا عن أن يوجين شويلر وظف جاك كوريز، الذي كان الرئيس الفخري لشركة كوزمير التابعة لوريال في الولايات المتحدة، وكان متورطًا مع لا كاجول.
نشأ المزيد من الجدل عندما تم الكشف عن أن لوريال كان مقرها الألماني لأكثر من 30 عامًا، قبل أن يتم بيعها في عام 1991، على أرض صودرت من عائلة يهودية خلال الحرب العالمية الثانية. كانت الأسرة اليهودية تكافح من أجل الاسترداد من الشركة لمدة ثلاثة أجيال، وآخرها إديث روزنفيلدر، إحدى الناجين من الهولوكوست. فريتز روزنفيلدر، أُجبر على بيع المنزل لمسؤول نازي، ولم تتلق العائلة منه عائدات البيع. بدلاً من ذلك، تم ترحيل الأسرة. أقر الحلفاء تشريع الاسترداد اليهودي الذي ينص على أن المعاملات مع النازيين، حتى لو بدت بموافقة المالك، يمكن اعتبارها غير صالحة. بما أن الأرض بيعت إلى فرع من شركة لوريال، والتي اشترتها لوريال لاحقًا في عام 1961، تدعي الشركة أنها ليست مسؤولة عن أي شيء حدث قبل ذلك. أساس حجة روزنفيلدر هو أنه نظرًا لأن البيع الأصلي كان غير قانوني، فإن جميع المبيعات اللاحقة غير قانونية أيضًا. كان هناك رد تم دفعه في عام 1951 إلى منظمة إعادة الممتلكات اليهودية، على الرغم من أن ذلك تم دون موافقة الأسرة ولم يصل أي من الأموال إلى الأسرة. كتاب من تأليف مونيكا ويتزفيلدر، ابنة إديث روزنفيلدر، نُشر بالفرنسية باسم L'Oréal a pris ma Maison وباللغة العربية باسم لوريال سرقت منزلي!، تفاصيل كيف استولت لوريال على منزل ويتزفيلدر في مدينة ألمانيا كارلسروه (بعد أن صمم النازيون إزالة العائلة) لجعلها مقرها الرئيسي في ألمانيا. نُقل عن مونيكا ويتزفيلدر قولها، «لقد أعادت جميع الشركات الأخرى التي استولت على ممتلكات يهودية منذ ذلك الحين، دون أي نقاش كبير. لا أفهم لماذا يجب أن تكون لوريال مختلفة عن غيرها». تم رفع قضية أمام المحكمة العليا في فرنسا، لكن المدعي العام قضى بعدم إمكانية إجراء محاكمة. اعتبارًا من عام 2007، رفعت القضية إلى المحكمة الأوروبية لحقوق الإنسان.
في 31 يوليو 2014 خلال عملية الجرف الصامد التي أطلقها الجيش الإسرائيلي في قطاع غزة، نشرت منظمة الدفاع الإسرائيلية «ستاند ويز اسStandWithUs» عدة صور على فيسبوك لباقات الرعاية، والتي قالوا إنها تبرعت بها غارنييه إسرائيل لجنود إسرائيليين. أثار هذا عدة دعوات لمقاطعة غارننيه ولوريال في جميع أنحاء العالم. اعتبارًا من 17 ديسمبر 2020، لم يصدر أي بيان رسمي من غارنييه أو لوريال بخصوص التبرع.

### التجارب على الحيوانات
بدأت لوريال في اختبار أنسجة المختبر في عام 1979، ولم تختبر أيًا من منتجاتها أو مكوناتها على الحيوانات في أي مكان في العالم منذ 1989 - قبل 14 عامًا من طلبها بموجب اللوائح. جاء الجدل من حقيقة أن شركة لوريال تبيع منتجات في الصين، حيث يجري المنظمون اختبارات على الحيوانات على مستحضرات التجميل لبيعها داخل أراضيها. على الرغم من أن الحظر المفروض على التجارب على الحيوانات في الصين دخل حيز التنفيذ في يناير 2020، لا تزال السلطات الصينية تمارس هذه الممارسة لمستحضرات التجميل «العادية» المستوردة.
بعد شراء لوريال عام 2006 لـ ذا بودي شوب، والذي لا يدعم التجارب على الحيوانات، أُجبرت أنيتا روديك، مؤسسة ذا بودي شوب، على الدفاع عن نفسها ضد مزاعم «التخلي عن مبادئها» بسبب تورط لوريال في التجارب على الحيوانات. تم إجراء مكالمات للمتسوقين لمقاطعة ذا بودي شوب. باعت لوريال ذا بودي شوب للمجموعة البرازيلية ناتورا لمستحضرات التجميل في عام 2017.

### سوء سلوك الشركة
تم تغريم لوريال من قبل Autorité de la concurrence في فرنسا في عام 2016 بسبب تحديد أسعار منتجات النظافة الشخصية.

### الدعاية الكاذبة
في مايو 2007، كانت لوريال واحدة من العديد من الشركات المصنعة لمستحضرات التجميل (جنبًا إلى جنب مع كلينيك، إيستي لاودر، بايوت، لانكوم) التي أمرت بها إدارة السلع العلاجية في أستراليا بسحب الإعلانات المتعلقة بقدرات إزالة التجاعيد لمنتجاتها.
في المملكة المتحدة، واجهت شركة لوريال انتقادات من أوفكوم فيما يتعلق بصدق حملات الدعاية والتسويق الخاصة بها فيما يتعلق بأداء منتج إحدى علامات الماسكارا الخاصة بها. في يوليو 2007، هاجمت هيئة معايير الإعلان البريطانية شركة لوريال بسبب إعلان تلفزيوني على الماسكارا "Telescopic"، والتي تظهر فيها بينيلوبي كروز، قائلة «إنها ستجعل رموشك أطول بنسبة 60٪». في الواقع، إنها تجعل الرموش تبدو أكبر بنسبة 60٪، عن طريق فصل الجذور وتثخينها وعن طريق تكثيف أطراف الرموش. كما فشلوا في التصريح بأن العارضة كانت ترتدي رموش صناعية.
في يوليو 2011، اتخذت هيئة معايير الإعلان البريطانية إجراءات ضد لوريال، وحظرت إعلانين من ماركة لانكوم في المملكة المتحدة يظهران الممثلة جوليا روبرتس وعارضة الأزياء كريستي تورلينجتون. أصدرت الوكالة الحظر بعد أن جادلت السياسية البريطانية جو سوينسون بأن الإعلانين يشوهان الواقع ويضافان إلى مشكلة الصورة الذاتية بين الإناث في المملكة المتحدة. أقرت شركة لوريال بأن الصور قد تم رشها بالهواء ولكنها جادلت بأن المنتجين التجميليين يمكن أن يؤديا بالفعل إلى النتائج الموضحة في الإعلانات وأن نتائج المنتجات قد تم إثباتها علميًا.
في يونيو 2014، توصلت الشركة إلى اتفاق مع لجنة التجارة الفيدرالية الأمريكية بعدم تقديم مطالبات بشأن منتجاتها المضادة للشيخوخة ما لم يكن لديها دليل علمي موثوق يدعم الادعاءات. وجاءت التسوية في أعقاب تحقيق أجرته اللجنة في مزاعم تتعلق بمنتجين وصفتهما اللجنة بـ «الكاذبة وغير المدعمة بالأدلة».
لدى لوريال فريق مكون من 400 موظف ينشرون المحتوى على فيسبوك كل يوم، وفقًا لمارك مينيسجين، مدير التسويق بالشركة.